# Kereskedelem

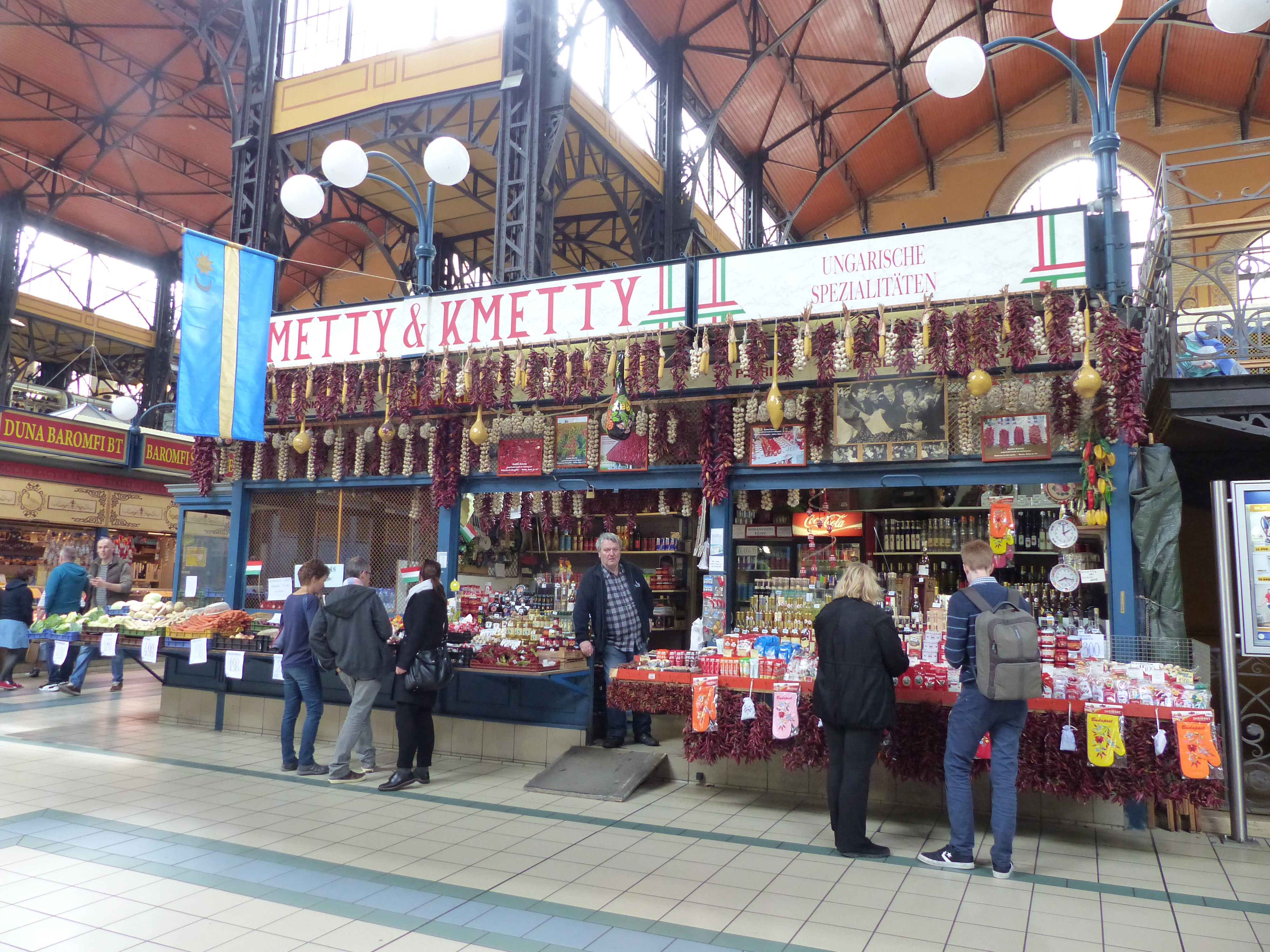
Árusítóhely a Nagycsarnokban

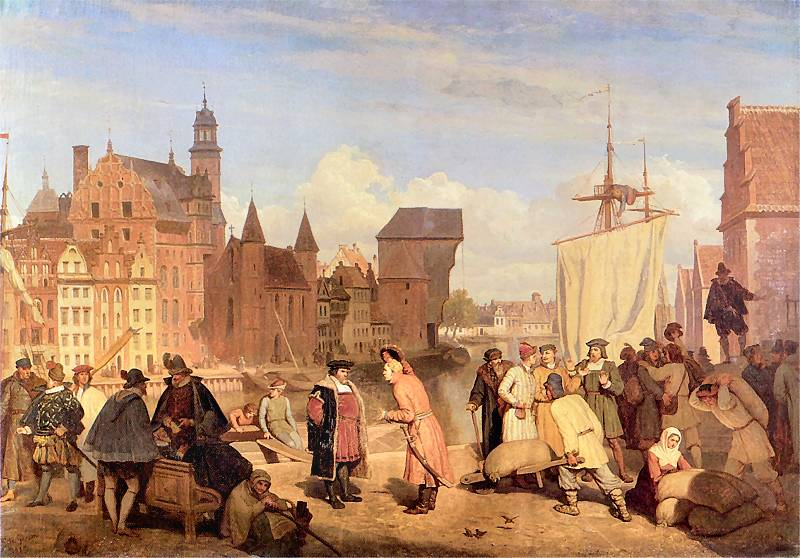
Gdańsk

A kereskedelem a termelés és a fogyasztás közé beépülő közvetítői tevékenység, amely biztosítja, hogy a megtermelt javak eljussanak a fogyasztóhoz. 

## Csoportosítása
A kereskedelmi tevékenység fő csoportosítása:
1. Kiskereskedelem – közvetlenül a fogyasztó számára értékesít
2. Nagykereskedelem – a termelő áruját értékesíti főleg kiskereskedők (viszonteladók) részére is
3. Demigrosz kereskedelem – ugyanazon kereskedő mind nagykereskedőként, mint kiskereskedőként tevékenykedik. A nagy- és a kiskereskedelmi funkciók  egy adott kereskedelmi vállalaton belül is megjelenhetnek.[1]

A kereskedelmi tevékenység végezhető kizárólag országon belül: ez a belkereskedelem. Az országok közötti kereskedelmi tevékenység a nemzetközi kereskedelem, azaz külkereskedelem. Iránya szerint lehet:
- export – kivitel
- import – behozatal.

Az országhatárok feloldására különböző nemzetközi kereskedelmi és gazdasági társulások jöttek létre, hogy területenkénti támogatási rendszerben együtt működjenek (pl. a volt Közös Piac, ma Európai Gazdasági Közösség, vagy ázsiai példa APEC (Asia-Pacific Economic Cooperation) Ázsiai és Csendes-óceáni Gazdasági Együttműködés,vagy Dél-Amerikai példa spanyol rövidítés UNASUR Dél-amerikai Nemzetek Uniója, stb.)

## Feladatai (funkciói)
A közvetítést szükségessé tévő tényezők elsősorban a termelés és a fogyasztás közötti mennyiségi, térbeli és időbeli különbségek kiegyenlítése. A termelés költséghatékony mennyisége, volumene a tömeges sorozatgyártás, míg az egyedi fogyasztó szükséglete általában csupán egy termék egység. A termelés ideális helye a nyersanyag közelében lévő ipartelepeken van, míg a fogyasztás tőlük távol a kereskedelmi és lakóövezetekben. A termelés és fogyasztás ideje közötti különbség legjobban a szezonális termékek esetén, például a mezőgazdaságban szemléltethető, ahol az aratás egy évben egyszer van, míg a terményekre egész évben lehet szükséglet.
- Disztribúciós (elosztási) funkció
- Térbeli különbségek áthidalása
- Időbeli eltérések áthidalása
- Termelési és fogyasztási szerkezet összehangolása
- Termeltetés, javító-karbantartó szolgáltatás
- Fogyasztó és a forgalmazott áru minőségének védelme
- Fogyasztás befolyásolása (reklám, akciók stb.)
- Finanszírozási és hitelfunkció
- Árukezelési funkció
- Transzformációs tevékenység